# Обертин
Оберти́н — селище в Україні, центр Обертинської селищної громади в Івано-Франківському районі Івано-Франківської області.

## Історія
- У першій половині XX століття польські археологи знайшли на території Обертина багато реліктів бронзової доби.
- Перша письмова згадка у 1384 році.
- Обертин найбільш відомий битвою під Обертином 22 серпня 1531 року між військами короля Сигізмунда І Старого і молдавського господаря (князя) Петра IV Рареша.
- З 1772 року Обертин як і вся Галичина належав до монархії Габсбургів (з 1804 — Австрійська імперія, з 1867 — Австро-Угорська).
- У ХХ ст.поляки проводили колонізацію Обертина: за Австрії створили колонії «На жуківських полях» і «Негребівка», за Польщі — «Віхи», у 1944—1945 рр. поляки виїхали до Польщі[2].
- Розпорядженням міністра внутрішніх справ 27 березня 1929 р. територія Обертина була розширена за рахунок землі, вилученої з земель села Гавриляк[3].
- З 1940 у складі УРСР і до грудня 1962 р. був центром Обертинського району.

## Цікаві факти
Вулиця Зарицьких у Львові раніше мала назву «Обертинська».
В місті Чернівці одна із вулиць має назву «Обертинська»

## Освіта, охорона здоров'я
- Школа 1- 3 ступенів.
- Обертинська районна лікарня

## Населення Обертина
Динаміка чисельності мешканців Обертина з кінця XVIII століття така:
- 1781 рік — 1361 особа;
- 1843 рік — 3235 осіб;
- 1857 рік — 4414 осіб, з них — 1607 українців, 1182 поляків, 1613 євреїв і 12 вірменів;
- 1896 рік — 5538 осіб;
- 1907 рік — 6542 особи, з них — 2433 українці, 2310 поляків і 1799 євреїв;
- 1911 рік — 6623 особи, з них — 2523 українці, поляків і євреїв разом 4100;
- 1913 рік — 6100 осіб, з яких 2350 русинів, 1900 поляків і 1850 жидів;
- 1914 рік — 6051 особа, з них — 2354 українці, 1887 поляків, 1810 євреїв;
- 1923 рік — 4781 особа, з них — 1597 українців, 2347 поляків, 724 євреї, інших — 3 (яких саме — не вказано);
- 1925 рік — 6583 особи, з них — 2483 українці;
- 1938 рік — 5727 осіб, з них українців — 2779, поляків — 1828, євреїв — 1120;
- 1939 рік — 5800 осіб, з них 2650 українців, 550 поляків, 300 польських колоністів, 900 латинників, 1400 євреїв[5].
- 1950 рік — 3698 осіб;
- 1959 рік (перепис) — 3729 осіб;
- 1970 рік (перепис) — 3732 особи;
- 1979 рік (перепис) — 3584 особи;
- 1990 рік — 3700 осіб.

### Мова
Розподіл населення за рідною мовою за даними перепису 2001 року:
| Мова       | Кількість | Відсоток |
| ---------- | --------- | -------- |
| українська | 3336      | 99.32%   |
| російська  | 19        | 0.56%    |
| польська   | 3         | 0.09%    |
| румунська  | 1         | 0.03%    |
| Усього     | 3359      | 100%     |

## Релігія
Більшість населення сповідує католицизм східного обряду. Парафія св. Кирила й Мефодія УГКЦ знаходиться на південному сході селища міського типу. Парох  - о.мітрат Ярослав Біляєв, сотрудник - о.Юрій Друляк.Також в смт. Обертин присутня римо-католицька громада. Богослужіння відбуваються в костелі святих апостолів Петра і Павла.

## Пам'ятники
Пам'ятник Шевченкові.

## Відомі люди

### Дідичі
- Рафал Людвік Скарбек — коломийський хорунжий, дідич Михальча
- Ян Скарбек — староста чортовецький, син Рафала Людвіка
- Станіслав Скарбек (1780, Обертин — 1848) — граф, відомий землевласник і меценат. Заснував у Львові театр свого імені, нині це Національний академічний український драматичний театр імені Марії Заньковецької; син Яна[8]

### Історичні особи
- Бурса-Доленга Станіслав Владислав (1865, Обертин —1908, Краків) — польський композитор, диригент, музикознавець.
- Сабат Микола (1867, Обертин — 1930) — український педагог, класичний філолог, професор грецької філології та античної археології УВУ.

### Сучасники
- Горбаренко Володимир Петрович (*1957) — український дипломат, літератор, перекладач.
- Григорук Антон Антонович (*1950) — український художник.
- Григорук Тарас Антонович (1968) - відомий в Україні та світі художник і скульптор.
- Гринишин Михайло Петрович (1921-2016) — хоровий диригент, керівник Гуцульського ансамблю пісні і танцю в 1956—1970 роках, народний артист України.
- Єпископ Михайло Кучмяк (1923—2008) — греко-католицький єпископ, екзарх Великої Британії.
- Остапчук Андрій Володимирович (*1991) — український ютубер, підприємець, відеоблогер.
- Погорєлов Михайло Анатолійович, 22 роки, геройськи загинув в боях при Іловайську в визвольній українській Вітчизняній війні 2014 року.[9][10]
- Протоієрей Димитрій Садов'як (1948-2015) — доктор теології, голова Синодального управління духовно-патріотичного виховання у зв'язках із Збройними силами та іншими військовими формуваннями України; голова Ради у справах душпастирської опіки при Міністерстві оборони України; настоятель Свято-Покровського храму на Солом'янці м. Києва.

## Світлини

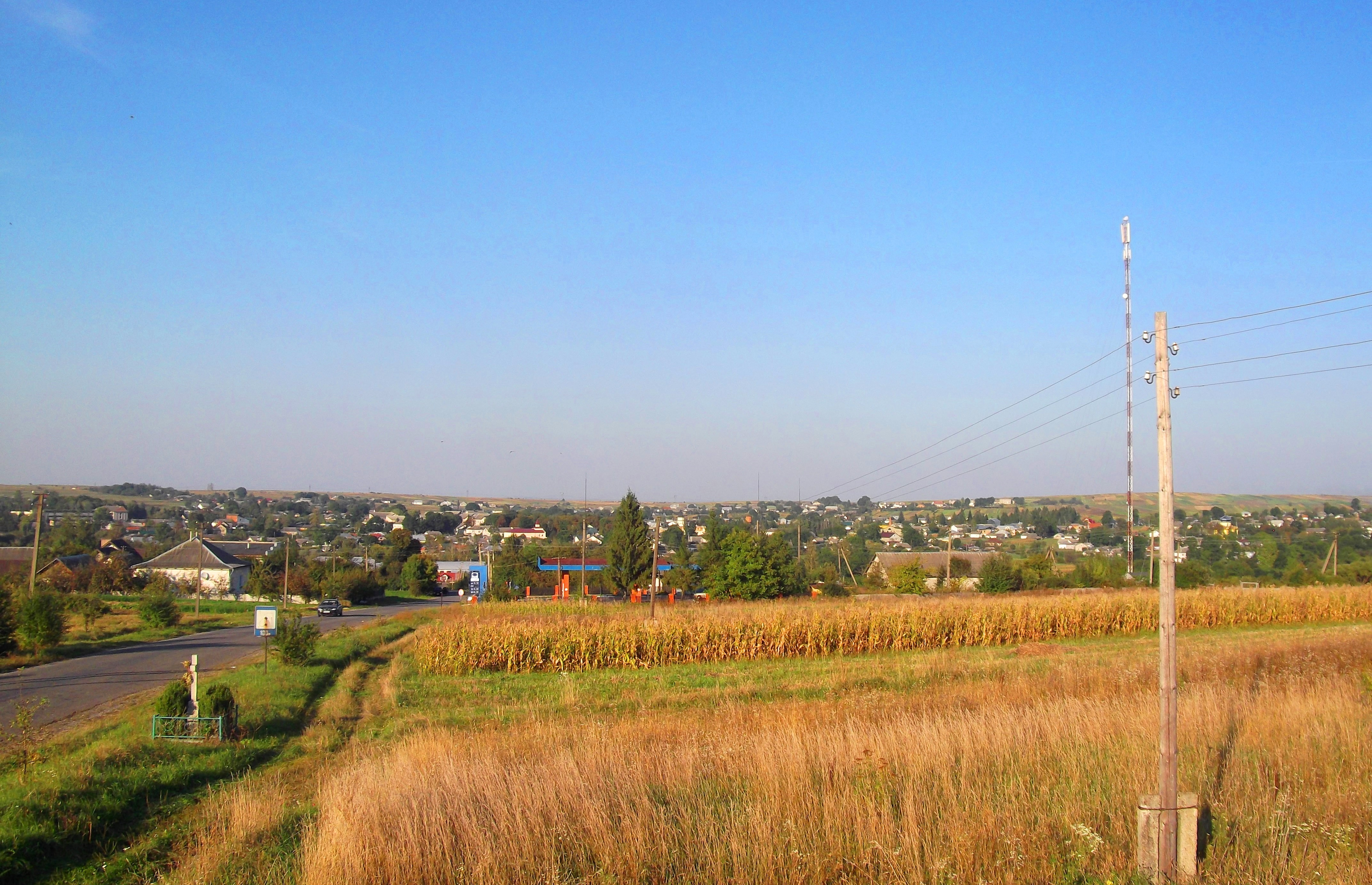
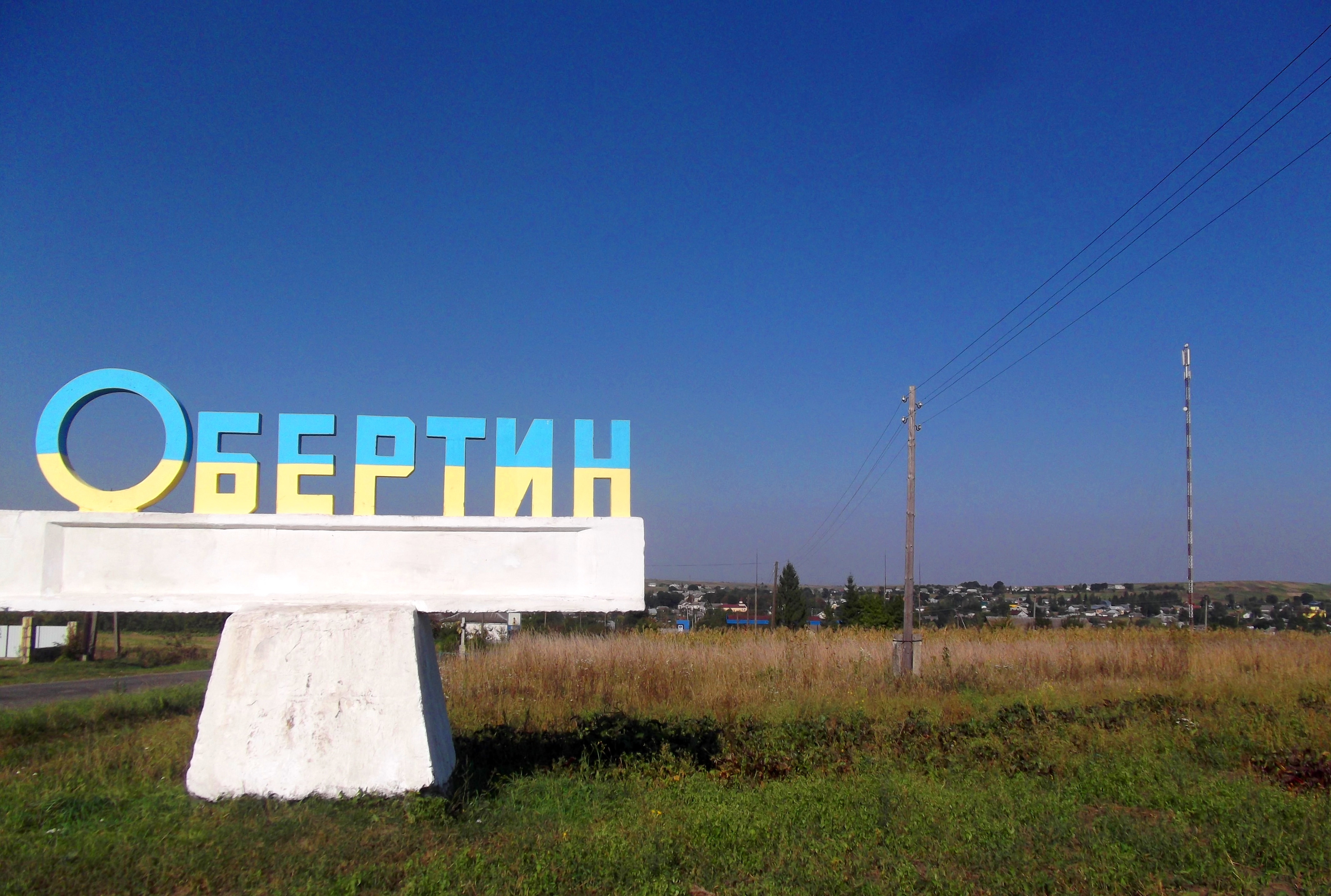
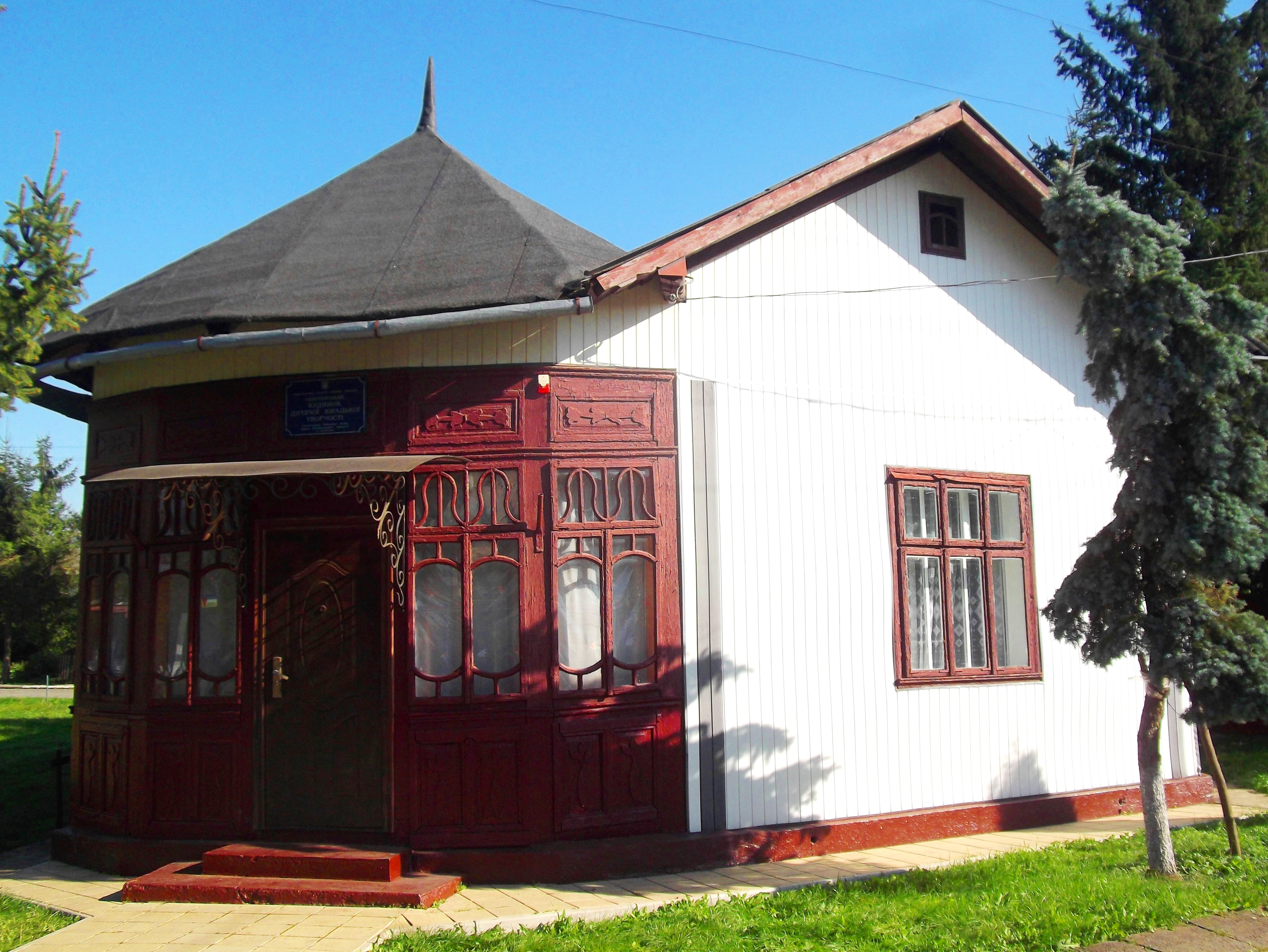
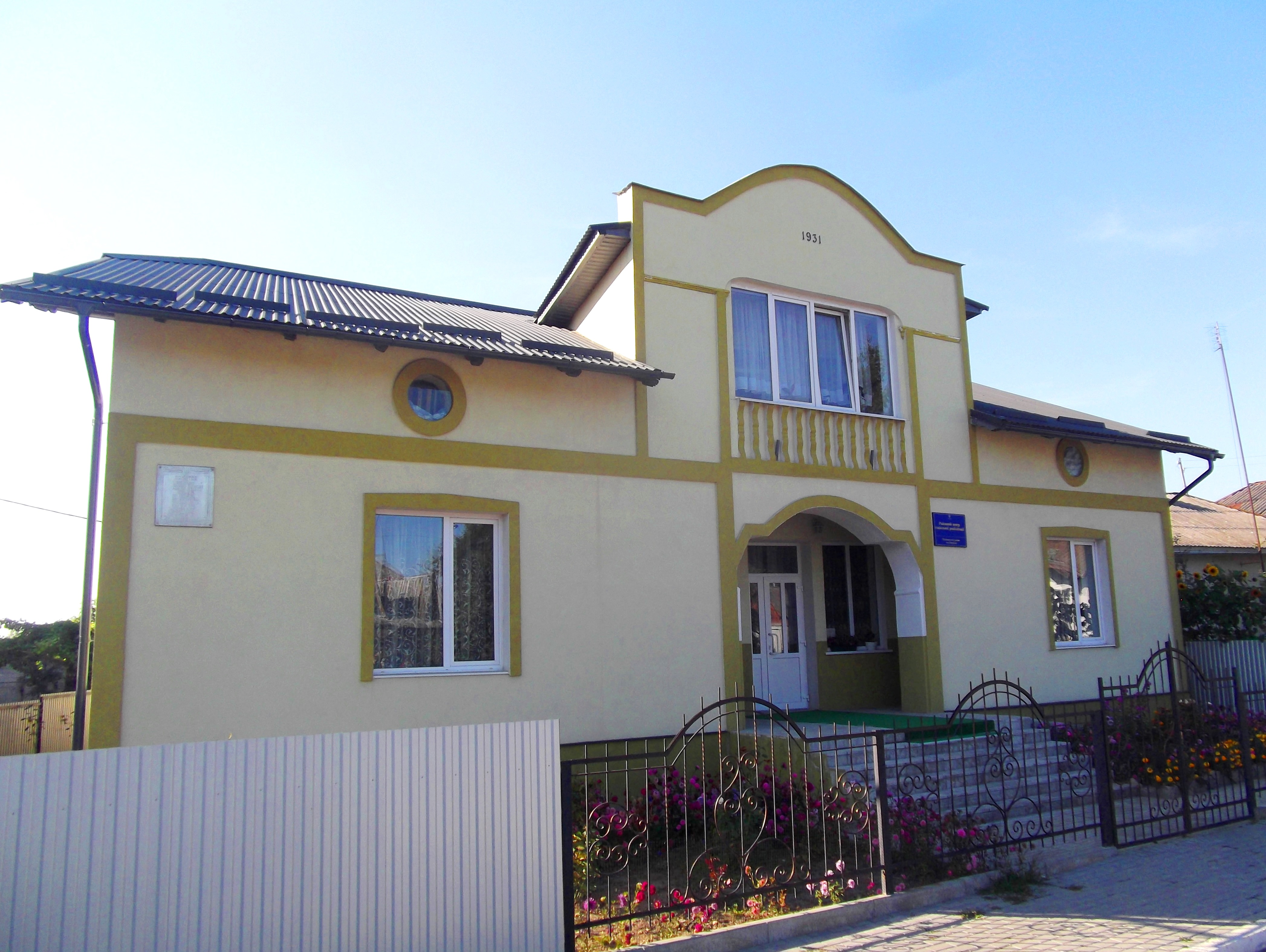
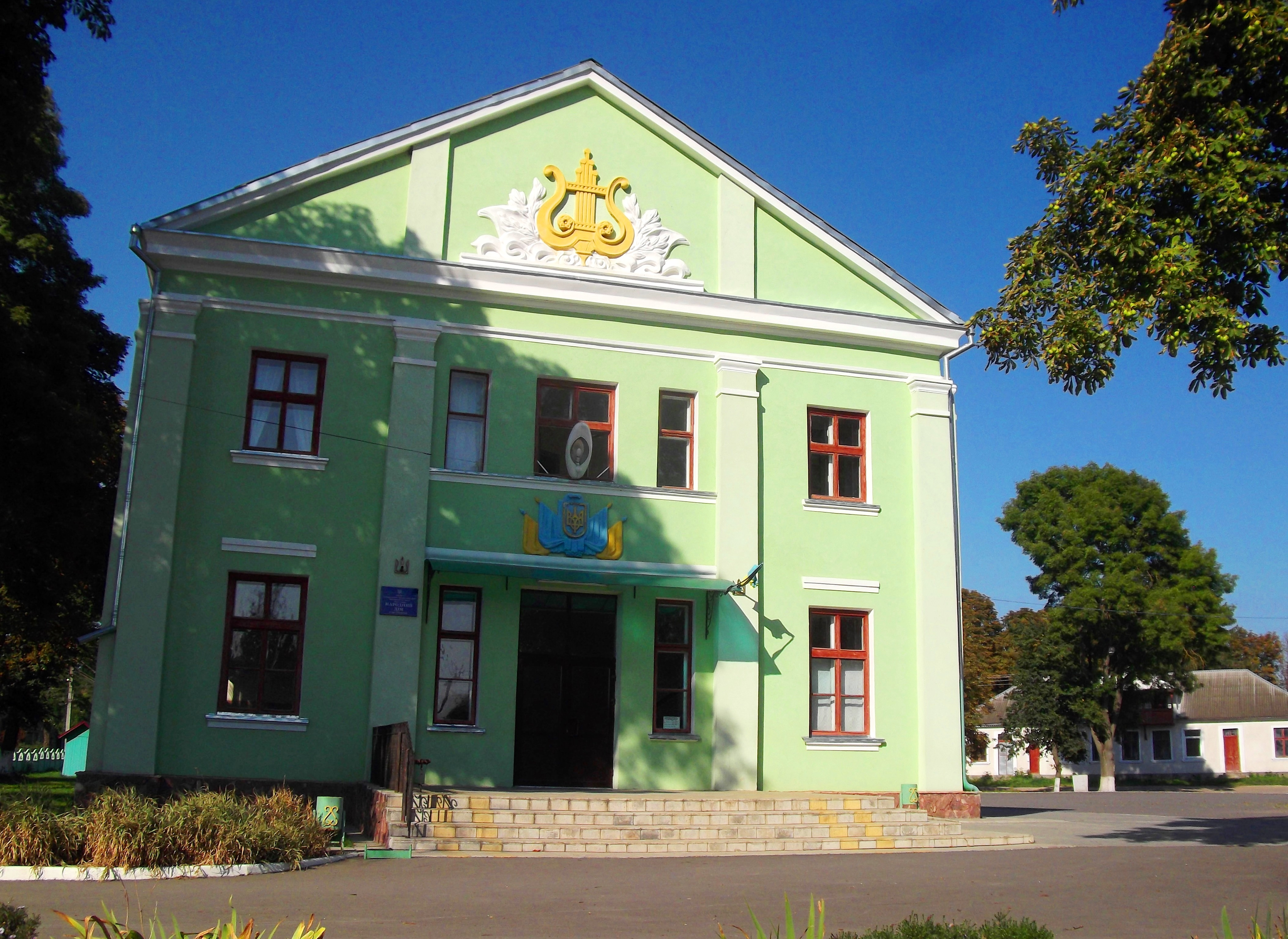
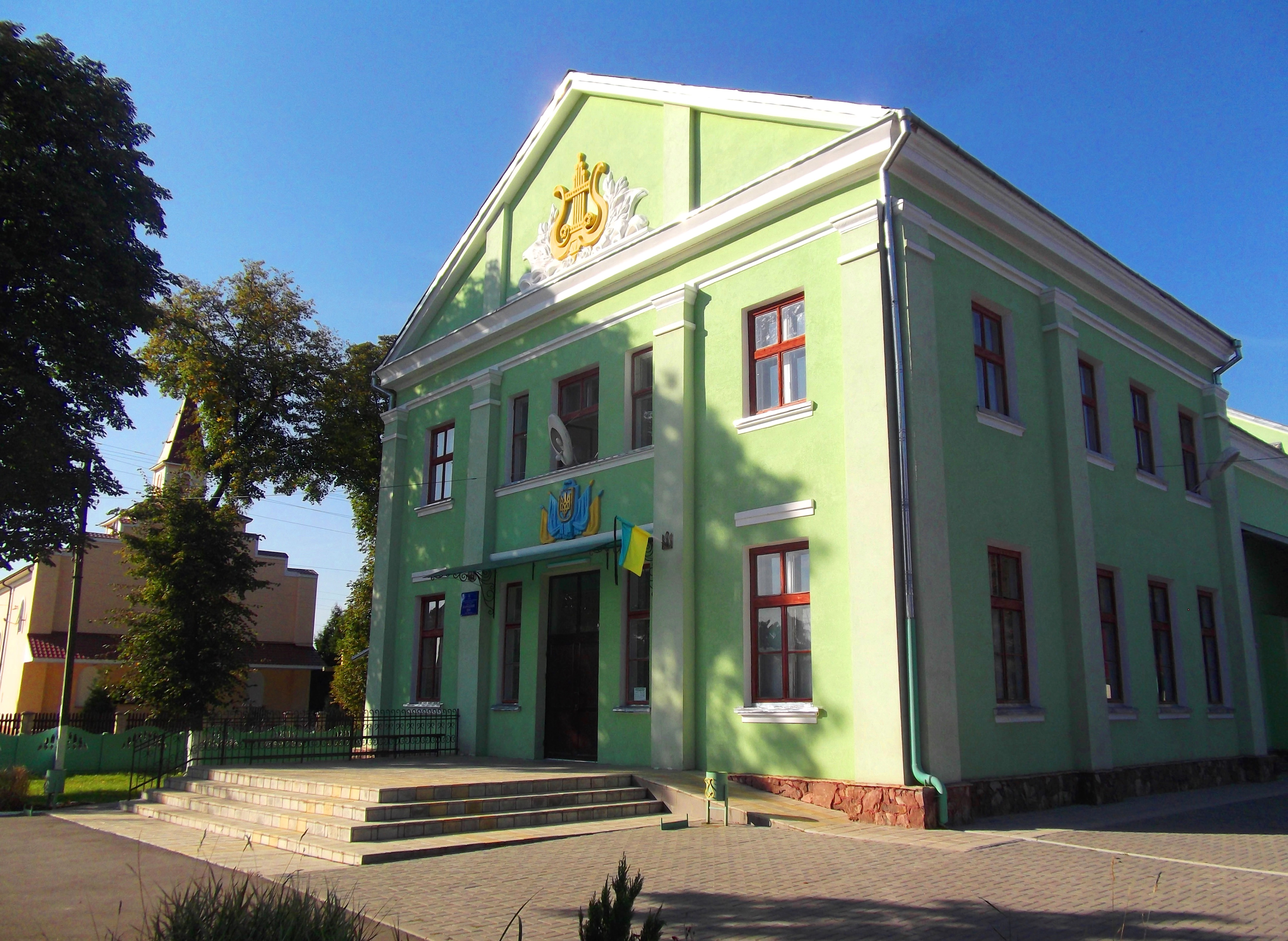
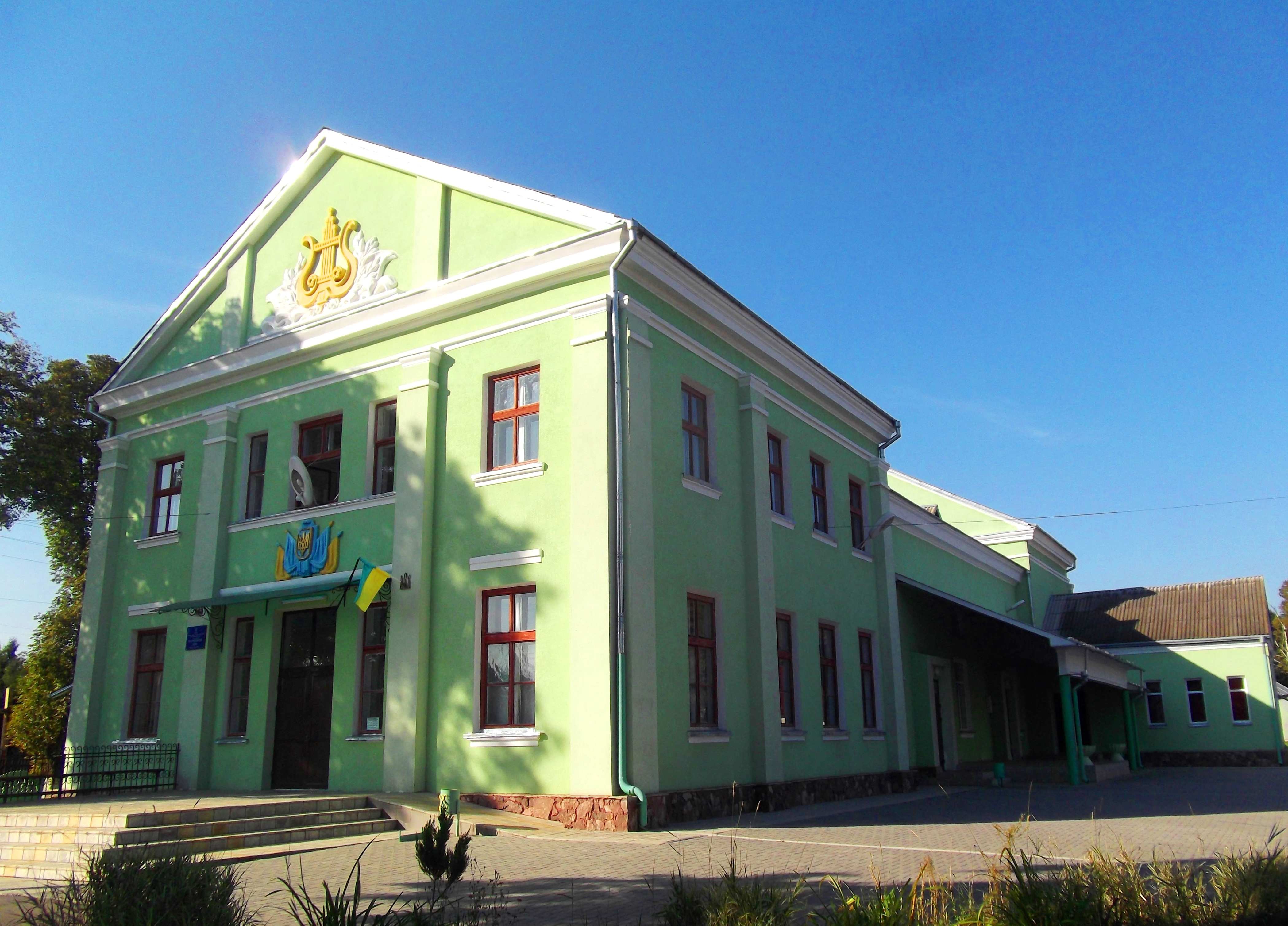
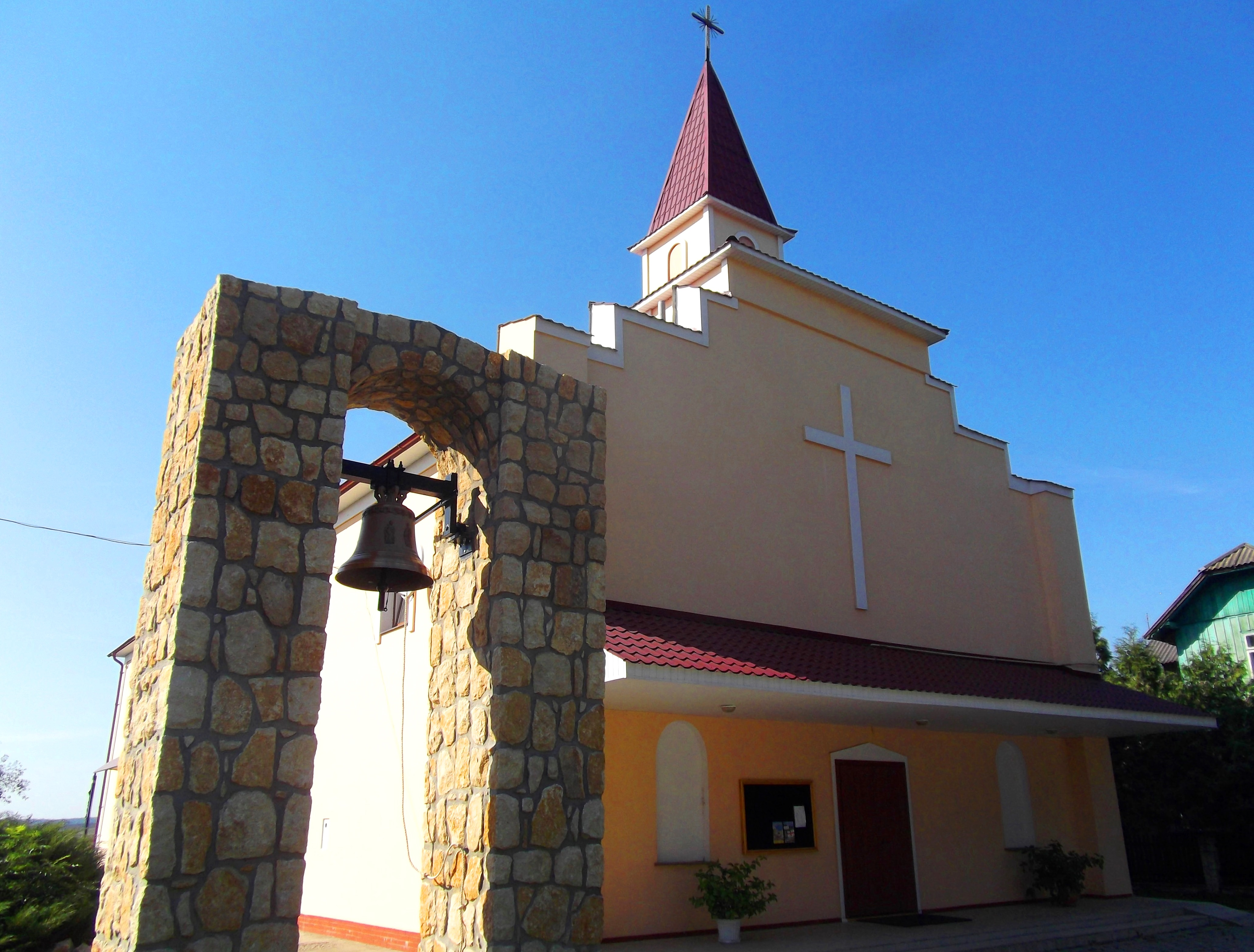
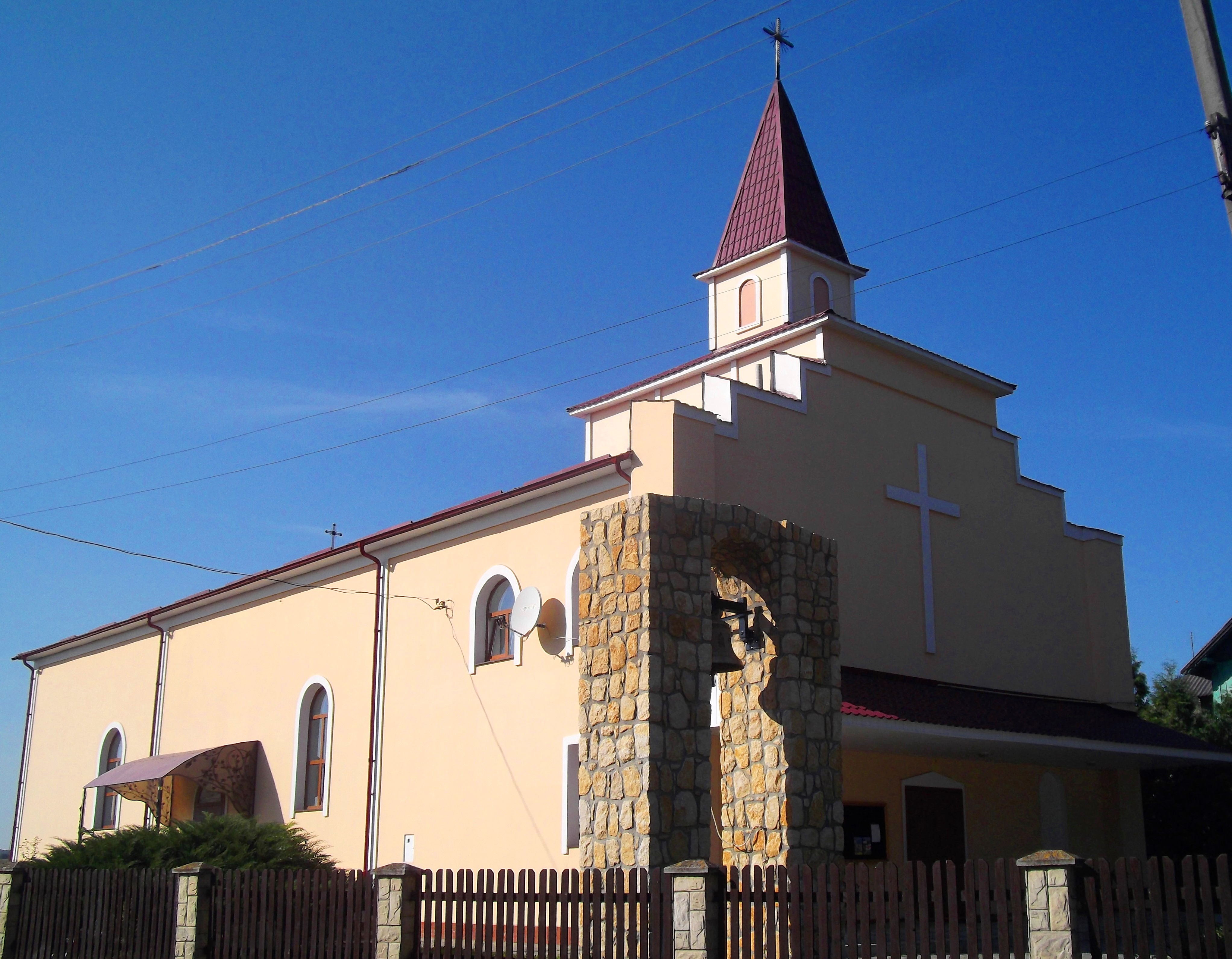
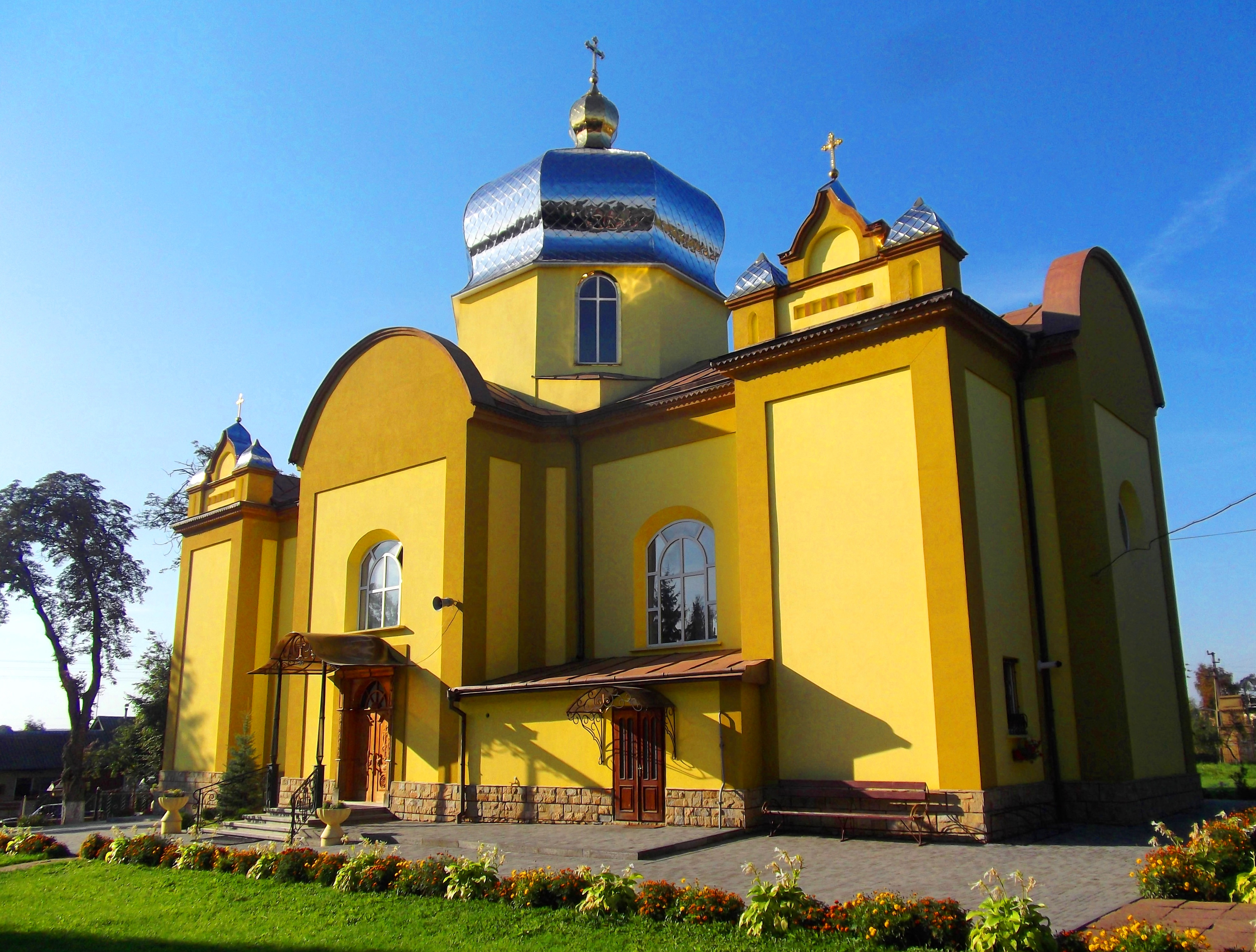
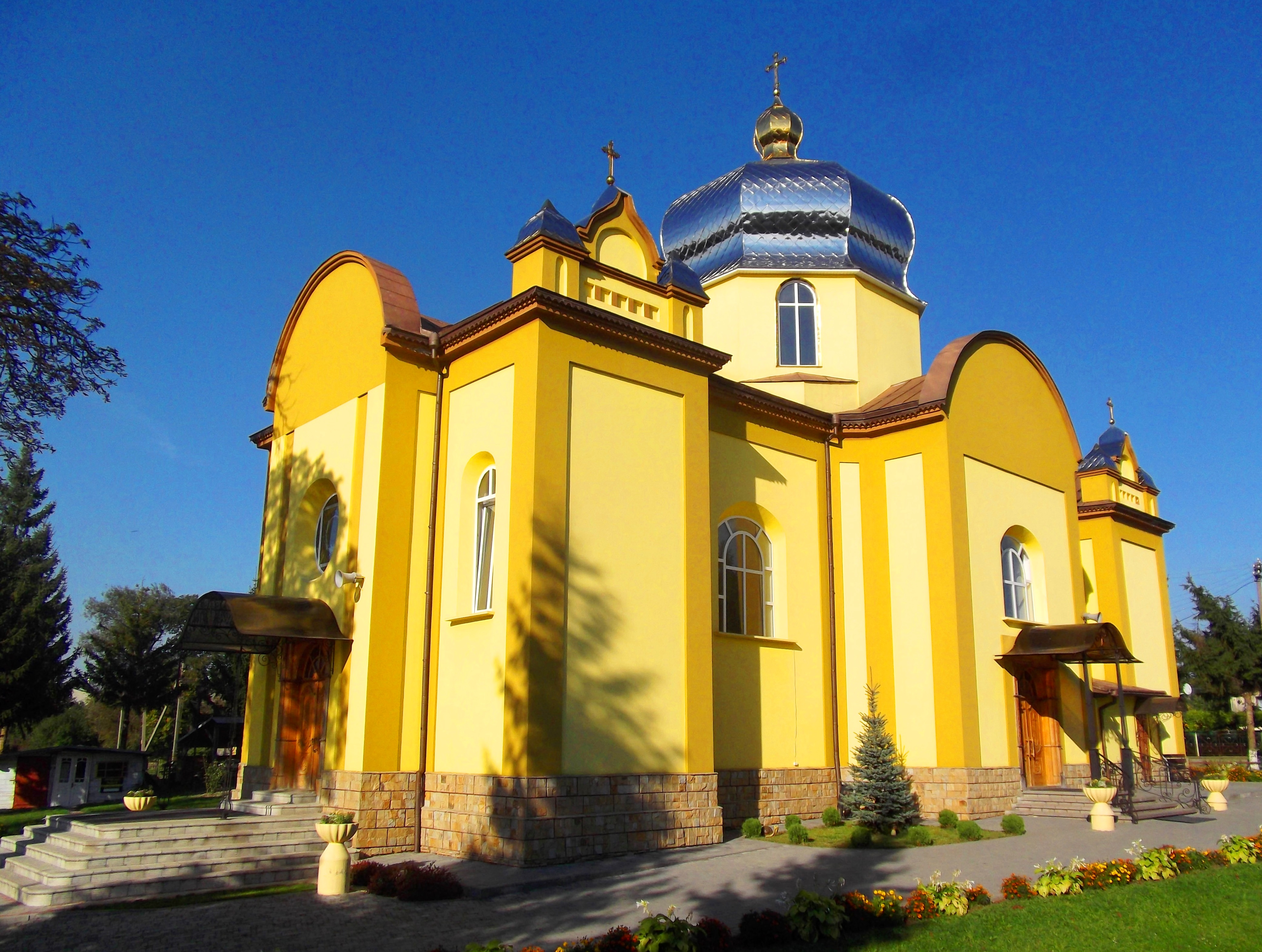
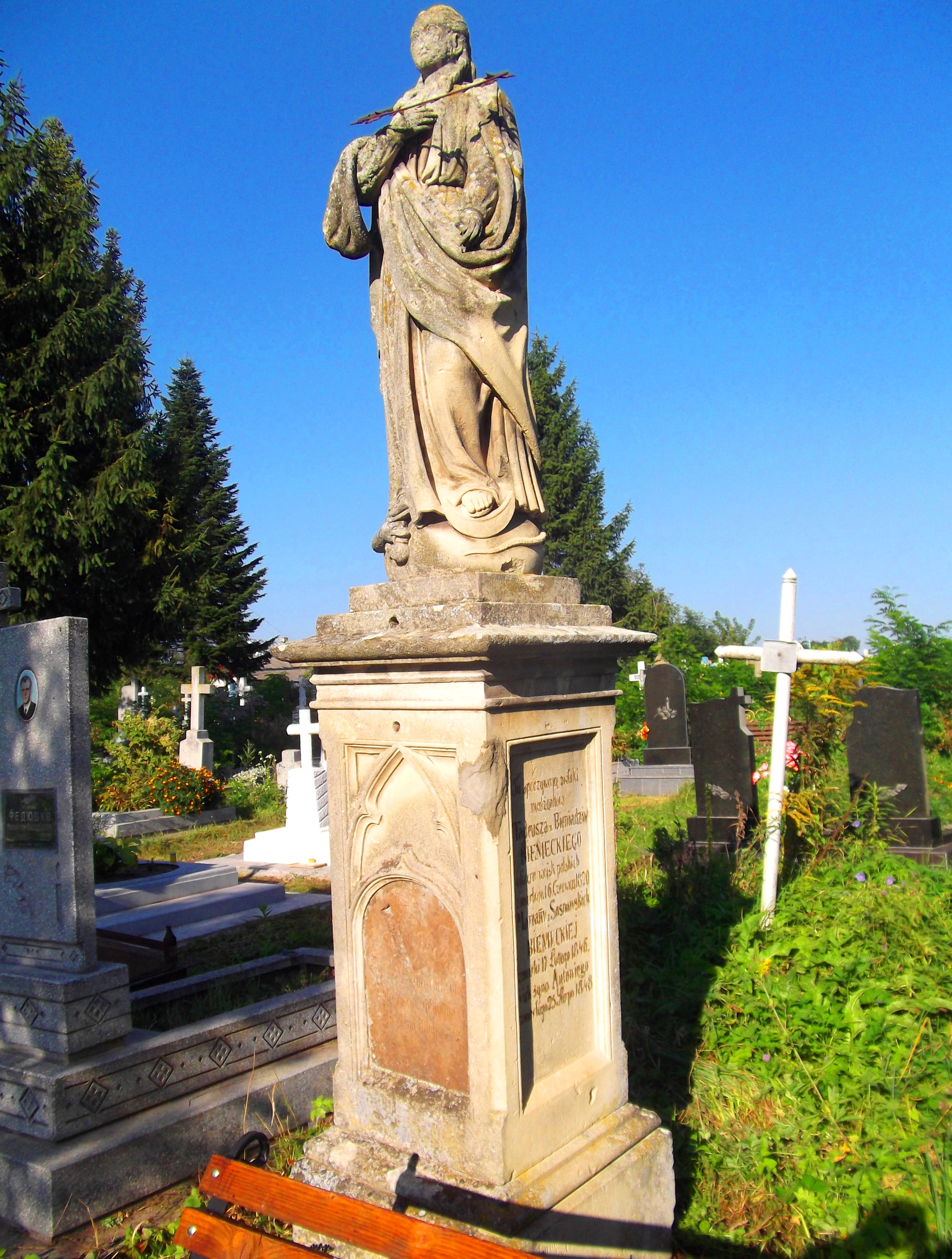
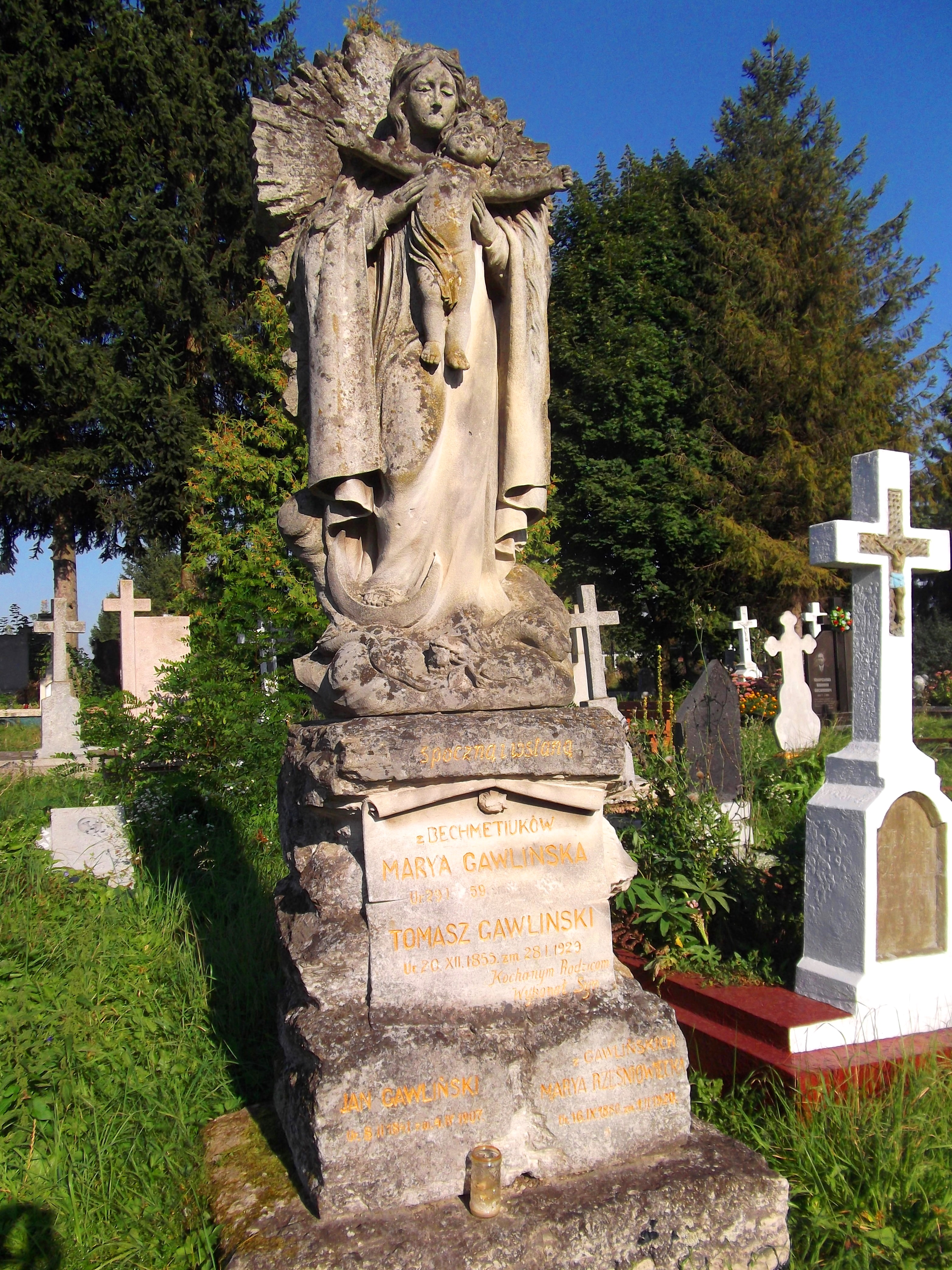
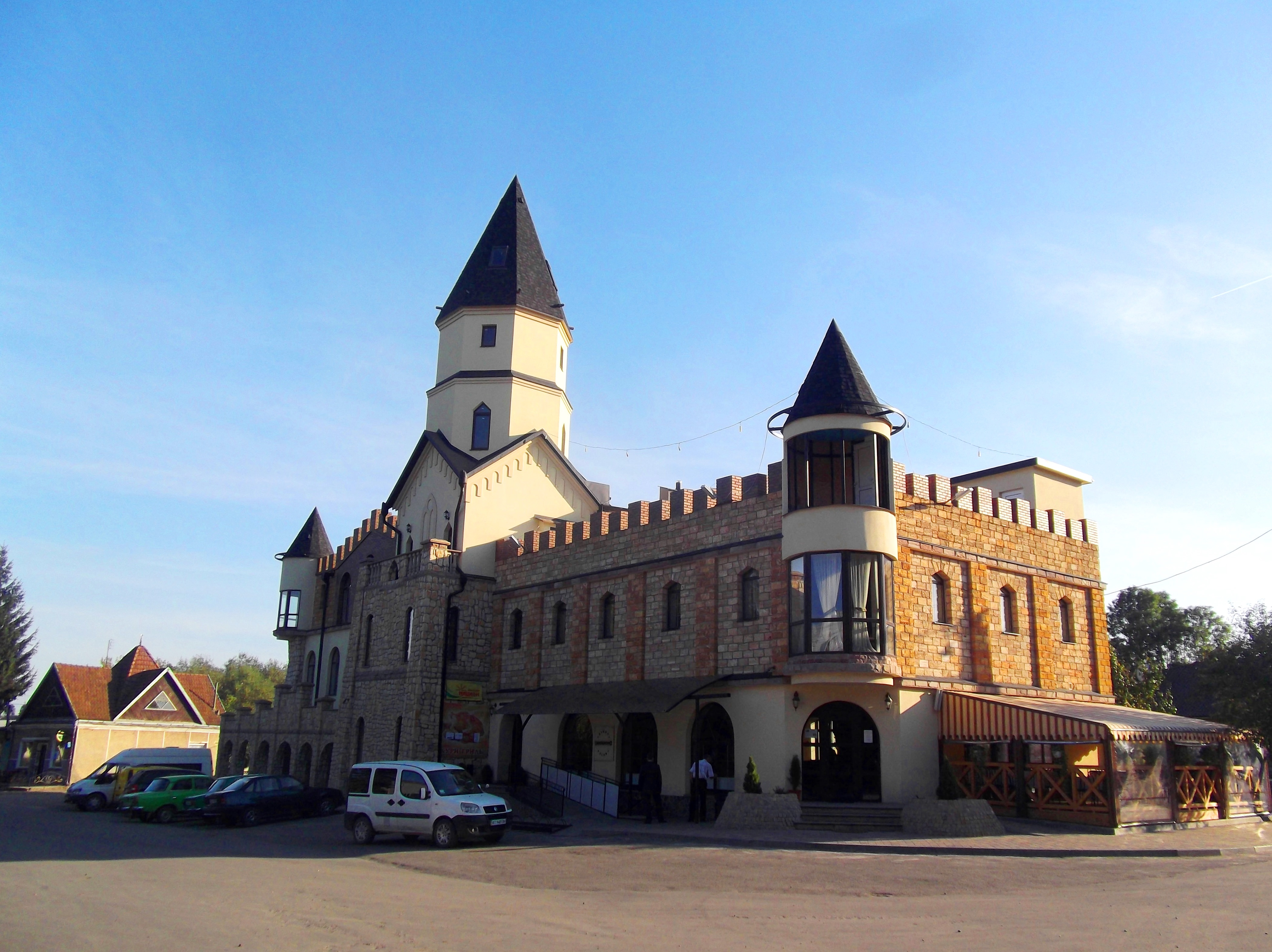
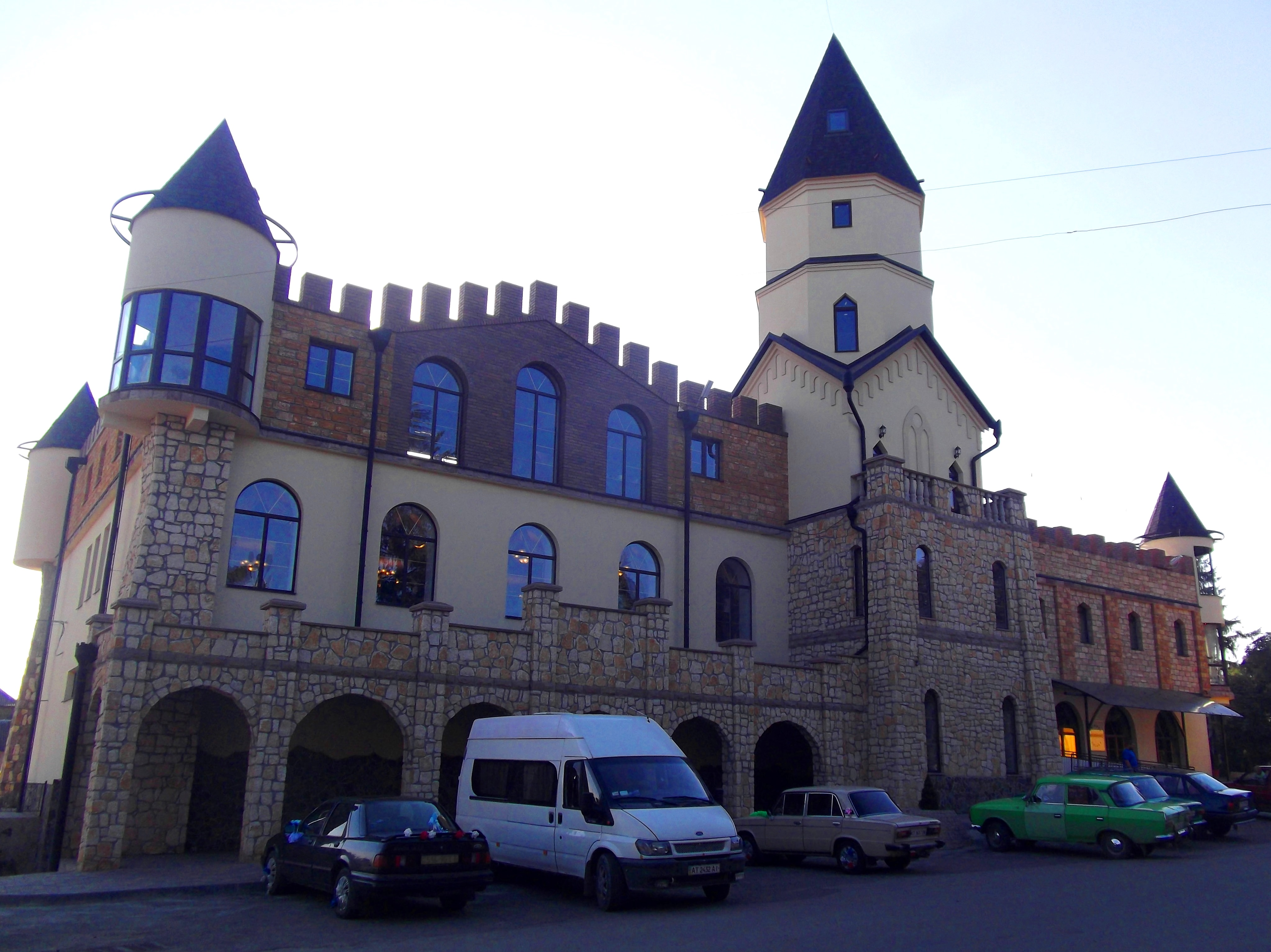
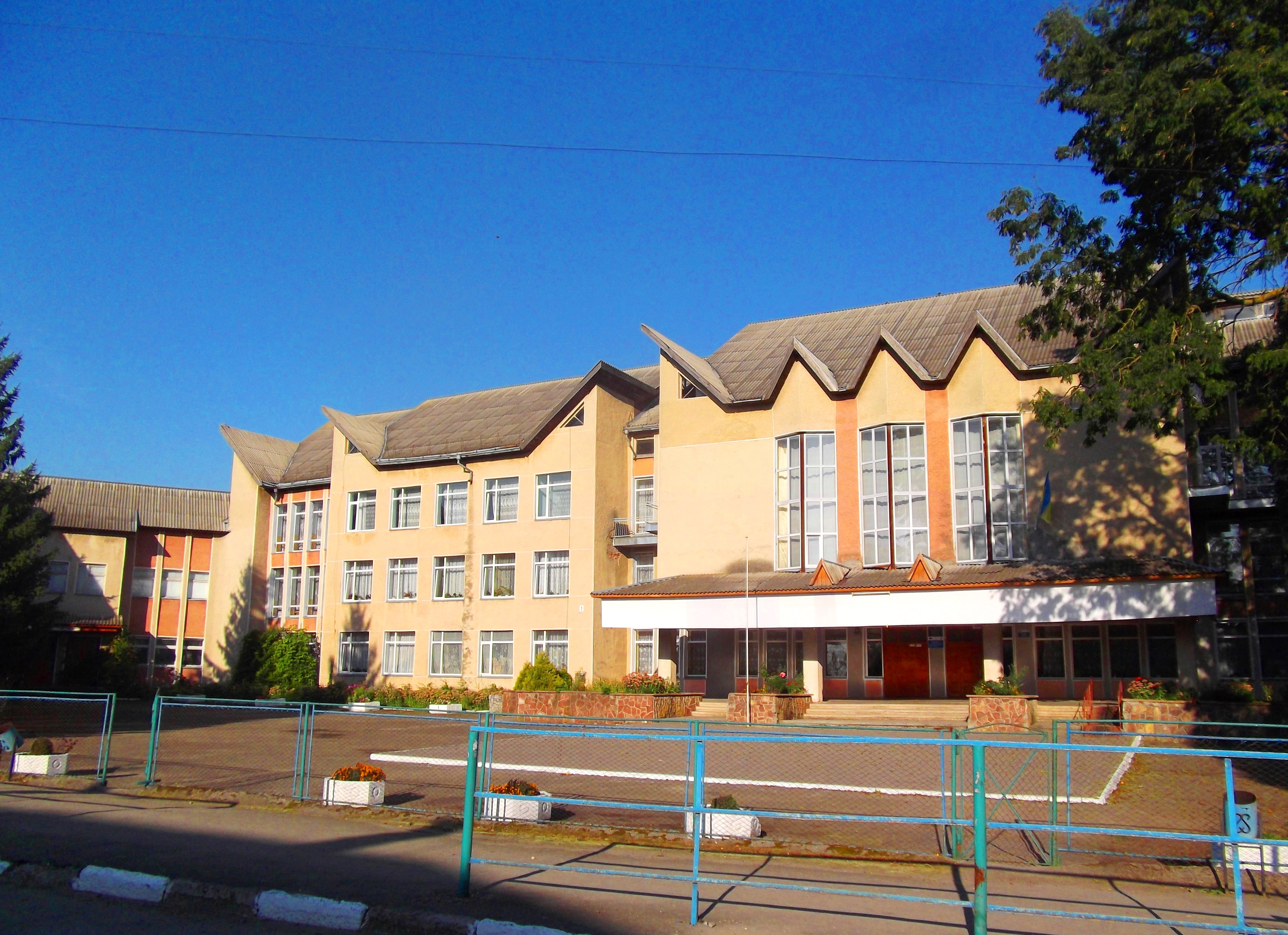

- Файл:Obertyn, Jewish cemetery 04.jpg
- Файл:Obertyn, Jewish cemetery 06.jpg
- Файл:Obertyn, Jewish cemetery 03.jpg